# Transdiferenciación
La transdiferenciación en biología tiene lugar cuando una célula que no es una célula madre se transforma en otro tipo diferente de célula, o cuando una célula madre ya diferenciada crea células fuera de su ruta de diferenciación ya establecida. El bioquímico y biólogo del desarrollo David Tosh ha restringido la definición de transdiferenciación a cambios irreversibles de un tipo de célula diferenciada a otro[cita requerida]. La transdiferenciación es un tipo de metaplasia, que incluye todos los cambios en el destino de una célula, incluyendo la interconversión de células madres. 
La transdiferenciación tiene lugar en la naturaleza en unos pocos casos específicos. Por ejemplo, en salamandras y pollos cuando pierden el cristalino del ojo, células del iris se convierten en células del cristalino. Sin embargo, tales casos de origen natural, o incluso los creados en el laboratorio son poco frecuentes. Alrededor de 2001 el biólogo Philippe Collas publicó sus resultados que muestran que determinadas células pueden ser transformadas en otros tipos de células[cita requerida]. 
La firma de científicos y biotecnología Nucleotech ha demostrado la reprogramación in vitro de fibroblastos mediante primero la creación de pequeños poros en las células mediante permeabilización reversible, y luego exponiéndolas a un extracto derivado de células inmunes conteniendo una mezcla de factores reguladores pero sin material genético[cita requerida].
Las células reprogramadas fueron retiradas de la extracción, cerradas de nuevo y hechas crecer en un cultivo. Como resultado, en menos de una hora los factores reguladores fueron tomados por el núcleo causando que las células de fibroblastos expresaran moléculas y funciones característicos de las células inmunes, mientras bajaba la regulación de los genes típicamente expresados de las células originales. 
Muchos biólogos son todavía escépticos[cita requerida]. Dicen que las transdiferenciación que Collas ha mostrado no es completa - las células activaban algunos de sus genes que podrían ser usados en su 'nuevo' tipo pero no en el 'antiguo', pero no desactivaban todos sus antiguos genes. Es todavía una pregunta abierta si la transdiferenciación podría causar un cambio completo del tipo de célula, y si dicho cambio se mantendría activo después de que la célula haya sido re-implantada en un cuerpo.
Aunque la transdiferenciación es rara en vertebrados, ocurre en el desarrollo fetal del esófago, cuando la capa muscular que se componen de músculos lisos se transdiferencia en músculo esquelético en:
1. La pared completa del esófago (rumiantes, perro)
2. La pared completa excluyendo la unión con el estómago (cerdo) o
3. El cráneo 2 / 3 de la pared esofágica (gato, caballo).

Durante este proceso, las células del músculo liso se transforman de nuevo en mioblastos, se alinean y se fusionan para formar miotubos que entonces se convierten en fibras cilíndricas de músculo esquelético.
Hay evidencias de transdiferenciación en humanos adultos dadas por la metaplasia de Barrett en que células epiteliales del esófago se convierten en células intestinales caliciformes secretoras de mucina. La metaplasia de Barrett predispone a la persona al adenocarcinoma, con una tasa de mortalidad del 80%.